# Росситер, Клинтон
Клинтон Росситер (англ. Clinton Rossiter; 18 сентября 1917 года, Филадельфия, Пенсильвания — 11 июля 1970 года, Итака, Нью-Йорк) — американский историк и политолог, преподаватель Корнеллского университета с 1946 по 1970 год. Автор «Американского президентства» (The American Presidency) и 20 других книг по истории и об американских институтах. Лауреат премий Бэнкрофта (Bancroft Prize) и Вудро Вильсона (Woodrow Wilson Foundation Award).

## Биография
Клинтон Росситер Лоуренс III был сыном Уинтона Гудриша Росситера и Дороти Шоу. Его отец имел репутацию видного маклера в Нью-Йорке. Умер 14 февраля 1954 года в возрасте 64 лет.
Клинтон вырос в Бронксвилле, штат Нью-Йорк. Всего у Россистеров было четверо детей: Дороти Энн Росситер, Уильям Уинтон Гудрич Росситер, Клинтон, и Джоан Росситер.
Клинтон обучался в Вестминстерской подготовительной школе в Симсбери (Simsbury), закончил Корнеллский университет в 1939 году, где стал членом общества Пера и Кинжала (Quill and Dagger).
В 1942 году Принстонский университет присудил ему докторскую степень за его диссертацию «Конституционная диктатура: правительственный кризис в современных демократиях» (Constitutional Dictatorship : Crisis government in the modern democracies).
Сразу же после вступления США во Вторую мировую войну, Росситер отправился добровольцем в морской резерв (Naval Reserves) армии США и в течение трёх лет служил в артиллерии на Тихоокеанском театре военных действий. Получил звание лейтенанта .
В сентябре 1947 года он женился на Мэри Эллен Кран, которая родила ему трёх сыновей: Давида Гудриша Росситера (1949), Калеба Стюарта Росситера (1951) и Уинтона Росситера (1954).

## Карьера
В 1946 году Росситер устроился в университет Корнелла, где за восемь лет прошёл путь от инструктора до профессора. С 1956 по 1959 год он занимал пост председателя Департамента правительства. В 1959 году ему было присуждено звание старшего профессора американских организаций (Senior Professor of American Institutions). 1960—1961 учебный год он преподавал в Кембриджском университете, Англия.

## Смерть
Росситер умер в своём доме в городе Итака, штат Нью-Йорк 11 июля 1970 года, в возрасте 52 лет. Нью-Йорк таймс сообщила, что его сын Калеб Росситер обнаружил тело отца в подвале своего дома. По версии медицинского эксперта округа Томпкинс это было самоубийство.
Несколько лет спустя, его сын заявил, что отец всю жизнь страдал от изнурительной депрессии. Она и послужила причиной его смерти.
Последние события общественной жизни во многом усугубили душевное состояние Росситера. Его любимый Корнеллский университет был в центре расовых конфликтов, в частности, в нём произошёл вооруженный захват здания студенческого союза в апреле 1969 года. Росситер выступал как защитник прав афроамериканских студентов, за что был назван предателем факультета. Некоторые из профессоров (как например, Аллан Блум) отказывались общаться с ним.
Изменения происходили и в США. Страну, в которую Клинтон свято верил, потрясали демонстрации против войны во Вьетнаме и движение за гражданские права чернокожих, которое разгорелось к концу 1960-х годов, особенно после убийства Мартина Лютера Кинга. Действия правительства носили всё более насильственный характер. Для многих людей его поколения, которые выросли с уверенностью в том, что Америка была основана на принципах равенства и свободы и продолжает их осуществлять, это были трудные времена.

## Последующее влияние на общественные науки
В течение двух десятилетий после смерти Росситера сменился подход к толкованию политических наук. Документальный стиль Росситера заменил количественный подход. Однако в 1990-х и начале 21-го века политологи открыли методологические проблемы, которыми занимался Росситер и признали ценными его научные работы.

В частности, после событий 11 сентября 2001 года, первая книга Росситера, вышедшая в 1948 году «Конституционые диктатуры: правительственный кризис в современных демократиях» (Constitutional Dictatorship: Crisis Government in the Modern Democracies) (переиздана в 1963 с новым предисловием), была перепечатана в первый раз почти за сорок лет. Это классическое иледование современных демократических государств в условиях кризиса. Основной тезис книги-то, что 

Никакая форма правительства не может выжить, если исключает диктатуру, когда жизнь нации под угрозой.

Так, известная работа Росситера «Американское Президентство» (The American Presidency) есть не что иное, как исследование полномочий и ограничений американского правительства. И труд Росситера «1787: Генеральная Конвенция» (1787: The Grand Convention) по-прежнему считается одним из самых лучших исследований о принятии Конституции. Ученый, изучающий политологию, был оценён больше историками, чем своими собственными коллегами.
Хотя многое изменилось в американской политике с 1970 года, особенно касательно значения таких важных (но постоянно изменяющихся) терминов как «консервативный» и «либеральный», его книга даёт этим понятиям классическое определение, которое они когда-то имели. Его редакция «Федералиста» (The Federalist Papers) по-прежнему используется в качестве стандартного учебного текста в средних школах и колледжах, хотя в конце 1990-х годов издатель этого выпуска заменял введение Росситера и аналитическое оглавление новым введением Чарльза Р. Кеслера и оглавлением из выпуска 1898 года Генри Кэбота Лоджа. Статья Росситера «Революция, как способ сохранения» («A Revolution to Conserve») использовалась, чтобы рассказать поколениям студентов средней школы о корнях американской революции.
Но несмотря на частичное признание заслуг, две важные работы Росситера по-прежнему считаются непризнанными как учёными, так и общественностью. Его монография «Александр Гамильтон и Конституция» (Alexander Hamilton and the Constitution), написанная в 1964 году, все ещё является предметом исследования развития политической и конституционной мысли Гамильтона. Так же его книга «Зарождение республики» (Seedtime of the Republic), написанная в 1953 году, остаётся ценным предметом для всестороннего исследования корней американской политики и правительства в годы, предшествующие революции.

## Список произведений

### Книги
- Rossiter, Clinton; Constitutional dictatorship : crisis government in the modern democracies; Princeton : Princeton University Press; (1948); Republished New York, Harcourt, Brace & World (1963) ; Republished Westport, Conn. : Greenwood Press; (1979); Republished New Brunswick, N.J. : Transaction Publishers; (2002)
- Rossiter, Clinton; Documents in American Government; New York, W. Sloane Associates; (1949)
- Rossiter, Clinton; The Supreme Court and the commander in Chief; Ithaca, Cornell University Press; (1951); Republished New York, Da Capo Press; (1970); Republished Ithaca, N.Y. : Cornell University Press; (1976)
- Rossiter, Clinton; Seedtime of the Republic : the origin of the American tradition of political liberty; New York : Harcourt, Brace; (1953)
- Rossiter, Clinton; Conservatism in America; New York : Knopf; (1955) Republished Cambridge, Mass. : Harvard University Press; (1982)
- Rossiter, Clinton; The American Presidency; New York : Harcourt, Brace; (1956)
- Rossiter, Clinton; Marxism: the view from America; New York, Harcourt, Brace; (1960)
- Rossiter, Clinton; Parties and politics in America; Ithaca, N.Y., Cornell University Press; (1960)
- Rossiter, Clinton; The American Presidency; New York, Harcourt, Brace; (1956); Republished New York, Harcourt, Brace; (1960); Republished New York, Time, Inc (1963); Republished Baltimore : Johns Hopkins University Press; (1987)
- Rossiter, Clinton; The Federalist papers; Alexander Hamilton, James Madison, John Jay; New York New American Library (1961); Republished New York, N.Y. : Mentor;(1999)
- Rossiter, Clinton; The three pillars of United States Government: the Presidency, the Congress, the Supreme Court; Washington, Distributed by U.S. Information Service; (1962)
- Rossiter, Clinton; Conservatism in America; the thankless persuasion; New York, Knopf and New York, Vintage Books (1962); Republished Westport, Conn. : Greenwood Press; (1981)
- Rossiter, Clinton; The political thought of the American Revolution; New York, Harcourt, Brace & World; (1963)
- Rossiter, Clinton; Six characters in search of a Republic: studies in the political thought of the American colonies; New York, Harcourt, Brace & World (1964)
- Rossiter, Clinton; Alexander Hamilton and the Constitution; New York, Harcourt, Brace & World; (1964)
- Rossiter, Clinton; 1787: the grand Convention; New York, Macmillan; (1966); Republished New York : W.W. Norton, (1987)
- Rossiter, Clinton; The American quest, 1790—1860: an emerging nation in search of identity, unity, and modernity; New York, Harcourt Brace Jovanovich (1971)

### Статьи
- Rossiter, Clinton (1949). The President and Labor Disputes.

### The Journal of Politics
- Rossiter, Clinton; Instruction and Research: Political Science 1 and Indoctrination; The American Political Science Review; Vol. 42, No. 3; Jun 1948, pgs. 542—549
- Rossiter, Clinton; The Reform of the Vice-Presidency; Political Science Quarterly; Vol. 63, No. 3; Sep 1948, pgs. 383—403
- Rossiter, Clinton; A Political Philosophy of F.D. Roosevelt: A Challenge to Scholarship; The Review of Politics; Vol. 11, No. 1; Jan 1949, pgs. 87-95
- Rossiter, Clinton; John Wise: Colonial Democrat; The New England Quarterly; Vol. 22, No. 1; Mar 1949, pgs. 3-32
- Rossiter, Clinton; Constitutional Dictatorship in the Atomic Age; The Review of Politics, Vol. 11, No. 4; Oct 1949, pgs. 395—418
- Rossiter, Clinton; What of Congress in Atomic War; The Western Political Quarterly; Vol. 3, No. 4; Dec 1950, pgs. 602—606
- Rossiter, Clinton; The Political Theory of the American Revolution; The Review of Politics; Vol. 15, No. 1; Jan 1953, pgs. 97-108
- Rossiter, Clinton; Impact of Mobilization on the Constitutional System; Proceedings of the Academy of Political Science, Vol. 30, No. 3; May 1971, pgs. 60-67